# 앙헬 디 마리아
앙헬 파비안 디 마리아 에르난데스(스페인어: Ángel Fabián Di María Hernández, 스페인어 발음: ['aŋxel di ma'ɾi.a], 1988년 2월 14일~)는 아르헨티나의 축구 선수로 현재 포르투갈 프리메이라리가의 벤피카와 아르헨티나 국가대표팀의 일원으로 활약하고 있다. 또한 대표팀 동료인 리오넬 메시와 함께 2008년 하계 올림픽 금메달의 주역으로 활약했으며 측면 미드필더나 공격형 미드필더로 기용이 가능하다.
로사리오 센트랄에서 데뷔한 디 마리아는 2007년에 포르투갈의 벤피카로 이적해 유럽 무대에 발을 들였고, 3년 뒤에는 레알 마드리드로 €25M에 입단했다. 레알 마드리드에서 UEFA 챔피언스리그를 우승한 후, 그는 맨체스터 유나이티드에 잉글랜드 역대 최고 이적료인 £59.7M의 기록을 냈지만, 당시 맨체스터 유나이티드의 감독이던 루이 판 할이 디 마리아를 잘못 사용한 탓에 제대로 된 활약도 없이 1년 뒤에 £44M에 파리 생제르맹으로 둥지를 옮겼다. 이 일로 인해 디 마리아는 루이 판 할과 척을 지게 되었다.
2008년부터 아르헨티나 성인 국가대표로 활약한 디 마리아는 조국을 대표로 129경기에 출전했다. 그는 2008년 하계 올림픽에서 조국에 금메달을 안겨준 결승전을 출전했으며, FIFA 월드컵 4회, 코파 아메리카 5회 참가했고, 이 중 2022년 FIFA 월드컵과 2021년 코파 아메리카에서 우승을 차지했고 2014년 FIFA 월드컵, 2015년 코파 아메리카, 그리고 코파 아메리카 센테나리오에서는 준우승을 거두었다. 하지만 2021년 코파 아메리카와 2022년 FIFA 월드컵에서 우승을 거두었다.
세계 축구 역사상 리오넬 메시와 단 둘 밖에 없는, 모든 종류의 축구대회에서 우승을 달성한 선수이다.
- 청소년 축구대회: U-20
- 하계 올림픽 축구 종목 남자
- 대륙별 지역컵 대회: 코파 아메리카
- 아르테미오 프란키 컵(코파 아메리카 우승팀 vs UEFA 유로컵 우승팀)
- FIFA 월드컵

사적으로는 리오넬 메시와 아르헨티나 축구 국가대표팀 국가대표 생활을 시종일관 함께 해 온, 리오넬 메시의 평생 친구이다.

## 유년 시절
디 마리아는 1988년 2월 14일, 아르헨티나의 로사리오에서 미겔과 디아나 사이의 세 아이 중 한 명으로 출생해 페르드리엘에서 유년 시절을 보냈다. 유아기일 때, 그는 주로 활동적이었고, 의사의 추천에 따라 3세의 나이에 축구단에 입단했다. 그는 바네사와 에벨린 두 여동생과 인근 석탄 탄광에서 근무하는 부모를 도왔다. 그의 가족은 형편이 어려웠기에, 축구화를 사고 디 마리아가 취미 활동을 계속하기에는 부모에게 금전적으로 부담스러웠다. 디 마리아는 스스로를 "가족적인 인물"로 자칭하는데, 그는 급여의 큰 분량을 가족의 "형편을 일으키는데" 썼다고 말했다. 벤피카로 이적한 후, 그는 부모님과 여동생들의 집을 장만하고 부친에게 더 이상 힘들게 일하지 마시라고 부탁했다.

## 클럽 경력

### 로사리오 센트랄
디 마리아는 4세의 나이에 로사리오 센트랄에 합류했다. 그는 인근의 토리토에서 축구를 했었고, 보상으로 35개의 축구공을 받았었다.
디 마리아는 2005년 12월 14일, 2-2로 비긴 인데펜디엔테와의 아페르투라 원정 경기에서 에밀리아노 베치오와 교체로 출전해 첫 경기를 치렀다. 2006년 11월 24일, 그는 4-2로 이긴 킬메스와의 다음 시즌 아페르투라 안방 경기에서 레오나르도 보르사니와 후반 시작 시점에 교체로 들어간 지 얼마 되지 않아 첫 골을 넣었다. 캐나다에서 열린 FIFA U-20 월드컵에 참가한 후, 보카 주니어스가 그를 영입하기 위해 $6.5M을 준비했다. 그는 잉글랜드의 아스널과 접촉하기도 했지만, 영국의 비 유럽 연합국 출신자에 적용되는 엄격한 노동 허가 조건에 따라 무산되었다.

### 벤피카

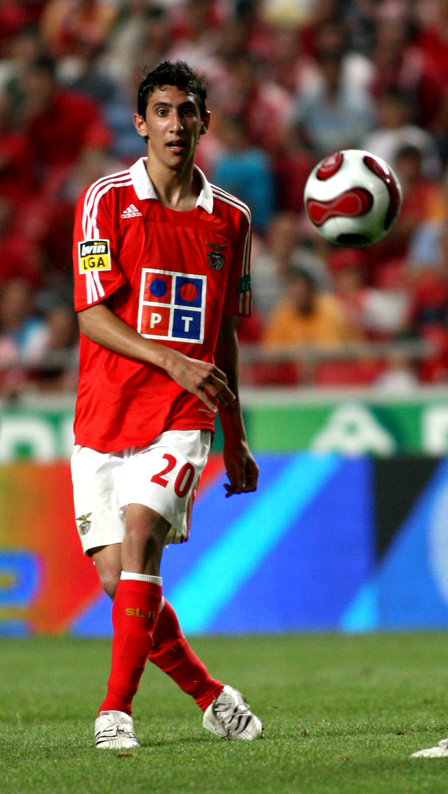
2007년, 벤피카의 디 마리아

2007년 7월, 디 마리아는 포르투갈의 벤피카로 이적해 측면을 맡게 되었다. 벤피카는 €6M을 로사리오 센트랄에 지불해 80%의 지분을 인수했고, 여기에 안드레스 디아스의 지분 50%을 얹었다. 이후 2008년 8월, 포르투갈 구단은 남은 20%의 지분을 인수하기 위해 €2M을 더 지불했지만, 10%의 지분을 다시 게스티푸트에 매각했다. 디 마리아는 그 해 여름에 앞서 벤피카를 떠나 아틀레티코 마드리드 떠난 주장 시망을 대체하기 위해 영입되었다.
2009년 10월, 디 마리아는 벤피카와의 계약을 3년 연장해 2015년 6월 30일까지 유효하게 되었고, 인수조항으로 €40M이 붙었다. 그 달 말, 디에고 마라도나는 그가 "아르헨티나의 차기 거물"이 될 것이라 언급했다.
2010년 2월 27일, 디 마리아는 4-0으로 깔끔하게 이긴 레이숑이스전에서 처음으로 해트트릭을 달성했다. 그 다음 날, 포르투갈 언론은 그를 언급한 기사에 "마법의 3마리아" (Magic Tri María) 라는 기사제목을 달았다.

### 레알 마드리드

#### 2010–11 시즌
2010년 6월 28일, 레알 마드리드는 벤피카와의 협상으로 디 마리아 이적에 합의를 보았다고 발표했다. 그는 €25M에 5년 계약을 맺었고, 포르투갈의 주식 시장을 규제하는 단체에 따르면 €11M의 장려금이 붙을 것이라고도 발표되었다. 2010년 7월 7일, 디 마리아는 부에노스 아이레스에서 마드리드로 직항했고, 7월 8일에 의료 검진을 통과했다.
그의 첫 경기는 2010년 8월 4일, 클루브 아메리카와의 경기로, 레알 마드리드가 3-2로 이겼다. 8월 22일, 디 마리아는 3-1로 이긴 에르쿨레스와의 다른 원정 친선전에서 첫 골을 기록했다. 8월 24일, 페냐롤과 마지막 친선전인 트로페오 산티아고 베르나베우 경기를 치렀는데, 자신이 "마법 같은 순간"이라 회자할 만한 활약을 펼치며 선제골을 넣고, 2-0 승리에 일조했다.

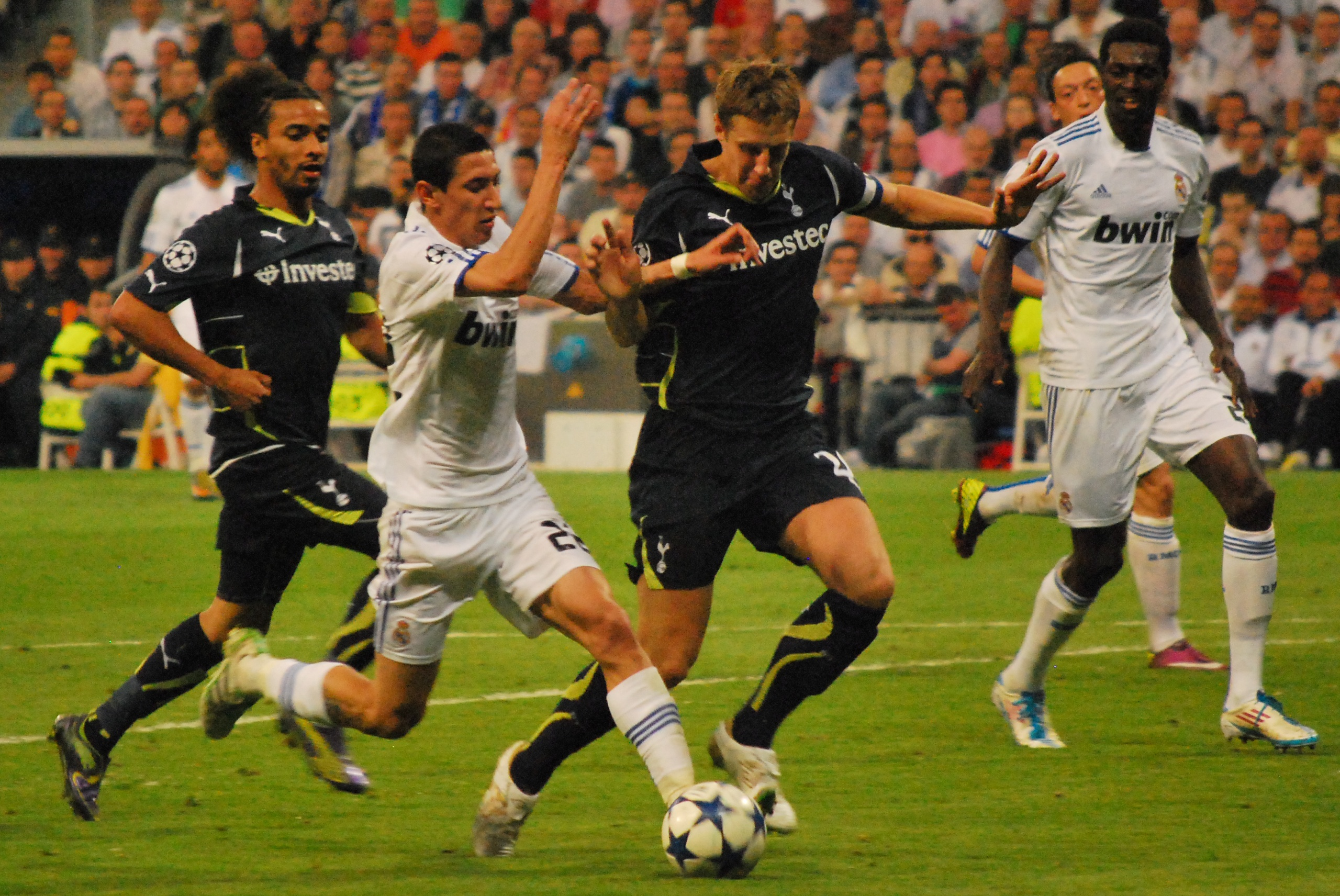
2011년 4월, UEFA 챔피언스리그 경기에서 토트넘 홋스퍼의 수비수들인 브누아 아수-에코토와 마이클 도슨을 상대하는 디 마리아

그의 첫 리그 경기는 0-0으로 비긴 8월 29일자 마요르카전이었다. 9월 18일, 디 마리아는 2-1로 이긴 레알 소시에다드전에서 자신의 레알 마드리드 첫 리그 골을 기록했다. 열흘 후에는 오세르와의 UEFA 챔피언스리그 1호골을 기록해 1-0 승리에 일조했다. 12월 19일, 그는 세비야를 상대로 논란의 선제골을 기록했다. 며칠 후, 디 마리아는 카림 벤제마의 두 골과 크리스티아누 호날두의 골을 도와 레반테와의 12월 22일자 경기에서 8-0 대승을 거둘 수 있게 힘을 보탰다. 리옹과의 UEFA 챔피언스리그 16강 2차전에서, 그는 3번째 골을 기록해 3-0 승리를 도왔고, 레알 마드리드가 7년 만에 처음으로 8강에 오를 수 있게 도왔다.
2011년 4월 5일, 디 마리아는 토트넘 홋스퍼와의 UEFA 챔피언스리그 8강 1차전에서 마드리드의 3번째 골을 기록했다. 4월 20일, 그는 숙적 바르셀로나와 벌인 코파 델 레이 결승전에서 연장 후반 추가 시간에 퇴장당했다. 레알 마드리드는 호날두가 크로스를 받아 머리로 1-0 결승골 (연장전 13분에 터진 골) 을 터뜨려 승리할 수 있었고, 그로써 그는 레알 마드리드에서의 첫 우승을 거두었다.

#### 2011–12 시즌
2011-12 시즌 초, 디 마리아는 여러 차례의 어려운 경기를 견뎌냈는데, 여름 휴식기 이후 그는 리그의 속도에 적응하는데 애로를 겪었다. 그 결과, 디 마리아의 시즌 초 활약은 진심으로 훌륭한 적도 있지만, 종종 아르헨티나 국가대표로 활약하며 보인 그저 미친 순간도 보이기도 했다. 이 순간은 레알 마드리드가 레반테에게 0-1로 패할 때 두드러지게 나타났는데, 이 경기에서 디 마리아는 경기 내내 레반테의 후안프란에게 온갖 끔찍한 반칙을 저지르곤 했다. 디 마리아는 양쪽 선수단이 경기장에서 패싸움을 벌이게 했다. 그러나, 디 마리아의 활약상은 그 후로 나아졌는데, 도움 순위에서 선두를 차지해 격차를 벌렸다. 2011년 10월을 기점으로, 주제 모리뉴 감독이 카카와 메수트 외질 대신에 기량이 상승하는 디 마리아를 기용하기에 이르렀다.
2011년 11월 27일, 디 마리아는 시내 숙적인 아틀레티코 마드리드와의 리그 경기에 60분 출전해 레알 마드리드의 골을 기록했다. 모리뉴의 선수단은 경기를 4-1로 이겼다. 2011년 12월 3일, 디 마리아는 스포르팅 히혼과의 라 리가 경기에서 집어넣기 어려운 각도로부터 득점을 기록해 3-0 승리에 일조했다. 그는 꾸준이 위협적인 존재로 레알 마드리드가 32번째 리그 우승을 거두는 과정에 정기적으로 주전 11명 중 한 명의 자리를 차지했는데, 마드리드는 아틀레틱 빌바오에 3-0 완승을 거두면서 리그 우승을 확정지었다.

#### 2012–13 시즌

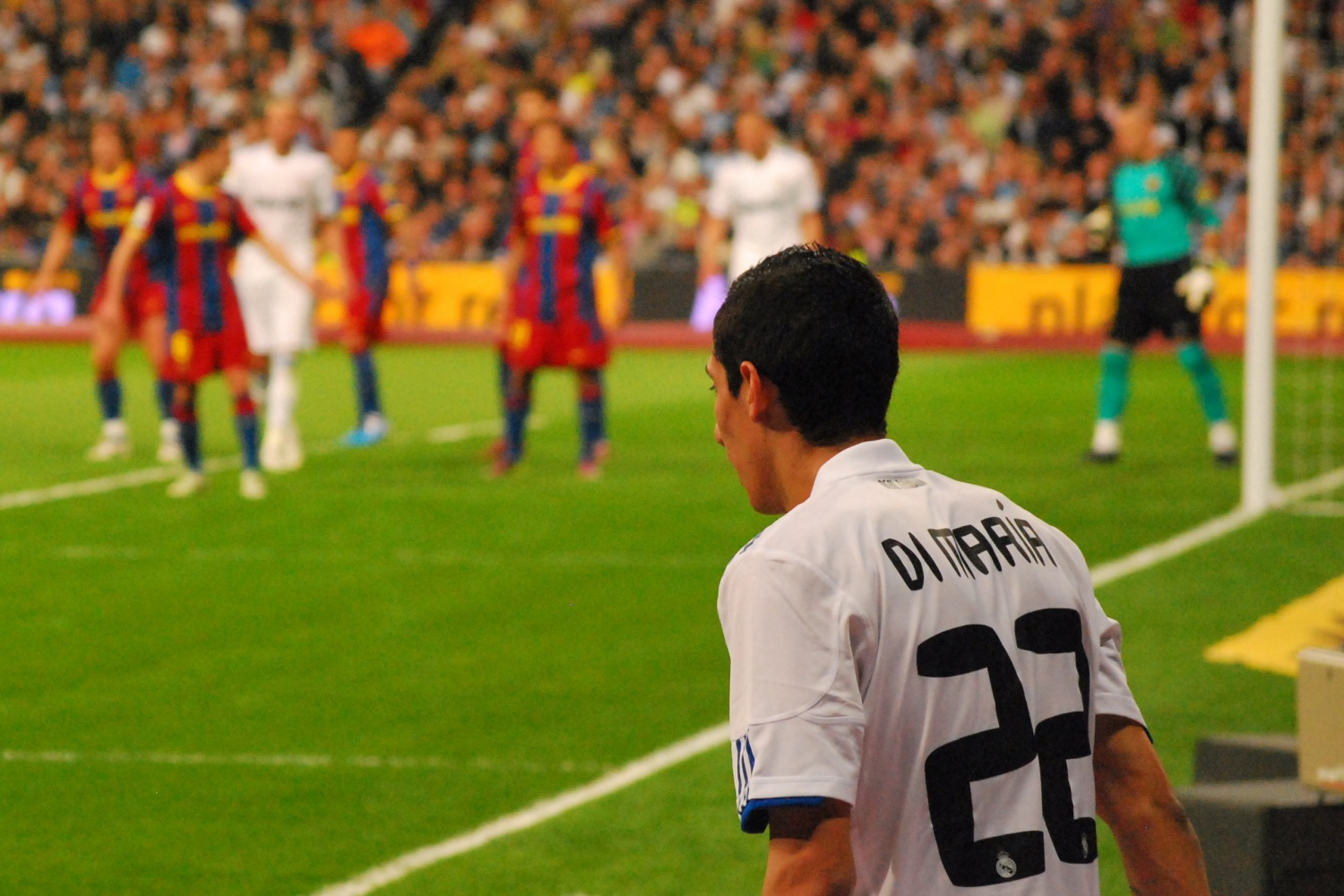
2011년 4월, 바르셀로나를 상대로 코너킥을 시도하는 디 마리아

디 마리아는 캄 노우에서 벌어진 수페르코파 데 에스파냐 2012 1차전에서 바르셀로나의 수문장 빅토르 발데스의 실수를 자신의 시즌 첫 골로 연결했다.
비록 디 마리아는 최고의 시즌을 보내지 못했지만, 중요한 순간에 도움이 되었는데, 특히 2월 13일자 맨체스터 유나이티드와의 경기에서 크로스를 올려 크리스티아누 호날두의 골을 도왔고, 리그에서는 질 좋은 도움을 올렸으며, 시즌 동안 46경기에 나서서 8골을 기록했으며, 아틀레티코 마드리드와 말라가와의 경기에서는 인상적인 득점을 기록했다.
2012년 8월 9일, 디 마리아는 레알 마드리드와의 계약 기간을 연장해 2018년까지 구단에 남게 되었다.

#### 2013–14 시즌
2013년 10월 2일, 디 마리아는 쾨벤하운과의 경기에서 2골을 기록해 레알 마드리드가 UEFA 챔피언스리그에서 4-0 완승을 거두는 데 일조했다. 디 마리아는 카를로 안첼로티 신임 감독에 의해 중원에 배치되었다.
시즌 말이 되면서, 안첼로티 감독의 지시 하에, 디 마리아의 임무는 중앙의 공격형 미드필더 역할을 수행하는 것으로 바뀌었고, 대게 루카 모드리치와 샤비 알론소와 조합되었다. 그는 2014 코파 델 레이 결승전에서 바르셀로나를 상대로 선제골을 기록해 2-1 승리에 공헌했다. 디 마리아는 그 시즌 라 리가에서 최다 도움을 기록했는데, 총 17번 공헌했다.
2014년 5월 24일, 2014 UEFA 챔피언스리그 결승전에서 디 마리아는 세 명의 선수를 제치고 들어갔지만 티보 쿠르투아 골키퍼에게 막혔다. 110분에 디 마리아의 동료 가레스 베일은 그 위치에서 튀어나온 공을 머리로 넣으면서 레알 마드리드가 아틀레티코 마드리드를 2-1로 뒤집었고, 결국 4-1 역전승으로 끝냈다. 디 마리아는 경기 후 UEFA에 의해 최우수 선수로 꼽혔고, 상은 알렉스 퍼거슨으로부터 받았다.

#### 2014–15 시즌
디 마리아는 8월 12일 세비야와의 UEFA 슈퍼컵 2014 경기에서 승리할 때 레알 마드리드의 후보 선수로 대기했다. 한 주 후인 수페르코파 데 에스파냐 1차전에서, 그는 루카 모드리치와 교체되어 들어가 막판 15분을 뛰었지만, 아틀레티코 마드리드와 안방에서 1-1로 비겼다.

### 맨체스터 유나이티드
2014년 8월 26일, 디 마리아는 £59.7M에 맨체스터 유나이티드와 5년 계약을 체결해 역대 최고 이적료 5위를 기록했고, 잉글랜드 최고 이적료 영입을 기록했다. 그는 조지 베스트, 브라이언 롭슨, 에리크 캉토나, 데이비드 베컴, 그리고 크리스티아누 호날두와 같은 맨체스터 유나이티드의 거물들이 입었던 등번호 7번을 물려받았다.
디 마리아는 8월 30일, 0-0으로 비긴 번리와의 경기에서 안데르송과 70분에 교체로 들어가 신고식을 치렀다. 디 마리아의 첫 올드 트래퍼드 경기는 퀸스 파크 레인저스와의 9월 14일자 경기로, 그는 프리킥으로 직접 골망을 갈라 첫 골을 넣고, 4-0 승리에 공헌했다. 같은 경기에서, 그는 후안 마타의 골도 도와 경기 최우수 선수로 선정되었다. 그의 활약은 스카이 스포츠의 선수 카메라를 통해 나타났는데, 이 경기를 위해 전용적으로 설치되어 있었다. 2014년 9월 21일, 디 마리아는 레스터 시티와의 다음 경기에서도 득점과 도움을 기록했지만, 유나이티드는 경기를 3-5로 졌다.
2014년 10월 2일, 디 마리아는 유나이티드 소속으로 치른 처음 4경기에서 2골 2도움을 기록해 9월의 맨체스터 유나이티드 이 달의 선수로 선정되었다. 한 주 후, 그는 유나이티드에서의 두 번째 개인상을 받았는데, 그는 레스터와의 경기에서 카스페르 슈마이켈을 넘기는 골을 기록한 것으로 9월 맨체스터 유나이티드 이 달의 골 득점자로도 선정되었다. 디 마리아는 좋은 활약을 이어나가 2014년 10월 5일 에버턴 전에서 골을 넣고 라다멜 팔카오의 골을 도와 2-1 승리에 일조했다. 11월 29일 3-0으로 이긴 헐 시티전에서 디 마리아는 힘줄 부상으로 13분만에 교체로 나갔고, 이후 7경기에서 단 한 번만 교체로 출장하는데 그쳤다.
2015년 1월 4일, 디 마리아는 부상에서 복귀해 2-0으로 이긴 요빌 타운과의 FA컵 3라운드 경기에서 막판 골을 넣어 2-0 승리를 도왔다. 한 주 후, 그는 0-1로 패한 사우샘프턴전에서 루이 판 할 감독에 의해 공격수로 기용되었다. 디 마리아는 부진한 와중에 새로운 임무를 받게 되었는데, 그는 10월부터 부진한 모습을 보여왔다. 3월 9일, 디 마리아는 아스널과 펼친 FA컵 6라운드에서 웨인 루니의 동점골을 띄워주기도 했지만 넘어진 것처럼 연기하다가 경고를 받은 후 마이클 올리버의 상의를 잡아 퇴장당했고, 경기는 1-2 패배로 끝났다.
시즌 후, 디 마리아는 평론가들과 기자들에 의해 시즌 최악의 영입 대상 중 한 명으로 선정되었다.

### 파리 생제르맹

#### 2015–16 시즌
2015년 7월 25일, 디 마리아는 미국행 비행기를 타지 않아 계획대로 맨체스터 유나이티드의 시즌 전 훈련에 참가하지 않았고, 루이 판 할 감독은 "몰랐고 왜"라고 말하기에 이르었다. 8월 2일, 디 마리아는 파리 생제르맹 이적을 앞두고 의료 검진을 받은 것으로 확인되었고, 나흘 후에는 맨체스터 유나이티드가 디 마리아를 프랑스 정상의 구단에 비공개 이적료로 매각했다고 밝혔으며, 4년 계약을 체결할 때 £44M이 책정된 것으로 추정되었다.
디 마리아의 리그 1 첫 경기는 8월 30일자 모나코 원정 경기로, 그는 루카스 모라와 66분에 교체로 들어가 에세키엘 라베시의 3번째 골을 도와 스타드 루이 II에서 3-0 승리를 거두었다.
9월 15일, 디 마리아는 2-0으로 이긴 말뫼와의 파르크 데 프랭스 안방 경기에서 파리 생제르맹 소속으로 첫 UEFA 챔피언스리그 경기를 치러 골도 넣었다. 일주일 후, 그는 갱강과의 경기에서 첫 리그 1 골을 기록해 3-0 승리에 공헌했다.
2016년 4월 23일, 디 마리아는 릴과의 2016 쿠프 드 라 리그 결승전에서 결승골을 뽑아 스타드 드 프랑스에서 우승컵을 수집했다.
디 마리아는 2015-16 시즌에 18도움을 기록해 리그 1 신기록을 경신했다.

#### 2016–17 시즌
2016년 10월 19일, 바젤과의 UEFA 챔피언스리그 2016-17 조별 리그 안방 경기에서, 디 마리아는 40분에 선제골로 시즌 첫 골을 기록했고, 파리 생제르맹의 3-0 승리를 공헌했다. 11월 19일, 그는 2-0으로 이긴 낭트와의 안방 경기에서 리그 1의 시즌 첫 골을 기록했다.

### 유벤투스
2022년 7월 8일, 파리 생제르맹과 계약 만료 후 세리에 A의 유벤투스에 입단하였다.

### 벤피카 복귀
2023년 7월 5일, 디 마리아는 자신의 유럽 무대 첫 클럽인 벤피카에 복귀하였다.

## 국가대표팀 경력
앙헬 디 마리아는 리오넬 메시의 영원한 국가대표 동반자이다. 2008년 하계 올림픽 축구 남자에서 두 사람은 처음 만났으며 이들은 현재까지 계속 아르헨티나 축구 국가대표팀의 고정 멤버로 활약하고 있다. 매우 오랜 기간 동안 메시와 국가대표에서 생사고락을 함께 해 온 사이이므로 친분이 대단히 깊다.

### 청소년 국가대표팀
2007년, 디 마리아는 아르헨티나 U-20 국가대표팀에 승선했다. 그는 파라과이에서 열린 2007년 CONCACAF U-20 축구 선수권 대회에 참가했다. 2007년, 그는 캐나다에서 열린 FIFA U-20 월드컵에 참가할 선수 명단에 일므을 올렸다. 디 마리아는 이 대회에서 3골을 기록했고, 아르헨티나는 대회 정상을 차지했다.
2008년 1월 28일, 디 마리아는 일부 U-20 대표팀 동료들과 함께 2008년 하계 올림픽에 참가할 아르헨티나 U-23 국가대표팀에 차출되었다. 그는 네덜란드와의 8강전에서 105분에 리오넬 메시의 결승골을 도와 2-1 승리에 일조했다. 8월 23일, 디 마리아는 나이지리아와의 결승전에서 57분에 골키퍼의 키를 넘기는 슛으로 1-0 결승골을 기록했고, 아르헨티나는 결승전에서 이기고 2대회 연속 올림픽 금메달을 차지했다.

### 성인 국가대표팀

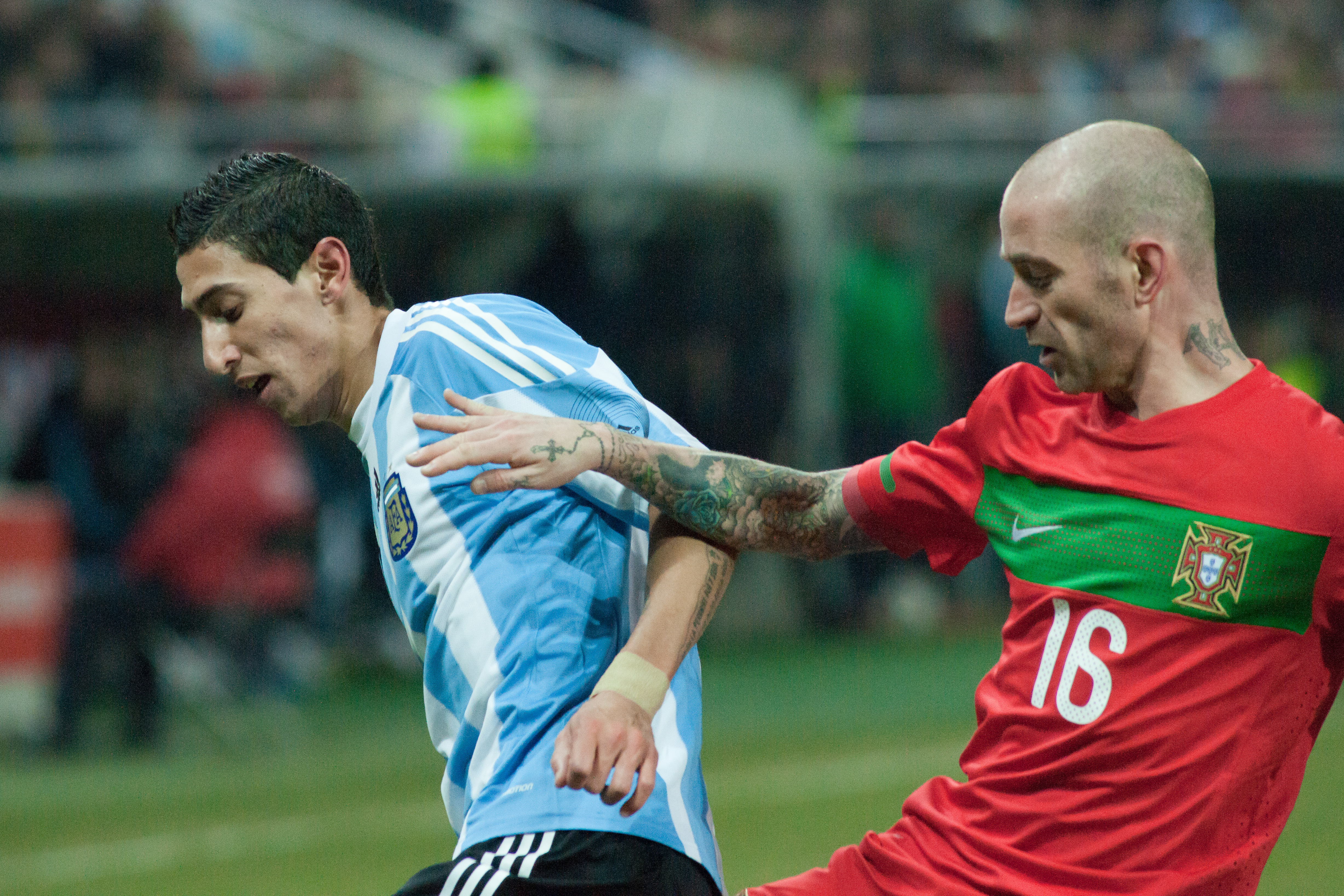
2011년 2월 9일, 아르헨티나와 포르투갈 간 친선전에서 공을 경합하는 디 마리아 (왼쪽) 와 하울 메이렐르스 (오른쪽)

2008년 9월 6일, 디 마리아는 파라과이전에서 아르헨티나 성인 국가대표팀 첫 경기를 치렀다.

#### 2010년 FIFA 월드컵
2010년 5월 19일, 디 마리아는 아르헨티나의 디에고 마라도나 감독에 의해 남아프리카 공화국의 2010년 FIFA 월드컵에 참가할 23인 명단에 이름을 올렸다. 5월 24일, 디 마리아는 캐나다를 상대로 첫 국제경기 득점을 기록했는데, 그는 페널티 구역 밖에서 쏘아 골대를 치고 집어넣었고, 아르헨티나는 친선경기에서 5-0 대승을 거두었다. 그는 조국이 8강에 오르는 과정에 아르헨티나의 5경기에 모두 출전했고, 이 중 선발로 4번 출전했다.
FIFA 월드컵 대회 후인 2010년 8월 11일, 디 마리아는 더블린의 아비바 경기장에서 벌인 아일랜드와의 친선경기에서 또다시 골을 기록했고, 아르헨티나는 1-0으로 이겼다.

#### 2011년 코파 아메리카
디 마리아는 2011년 코파 아메리카에서 3경기 출전해 3-0으로 이긴 코스타리카와의 조별 리그 경기에서 1골을 넣었다.

#### 2014년 FIFA 월드컵
디 마리아는 2014년 FIFA 월드컵 예선전 경기에 12번 출전했고, 대회 본선에 참가할 아르헨티나 선수 명단에 이름을 올렸다. 스위스와의 16강전에서, 그는 118분에 리오넬 메시의 도움을 받아 1-0 결승골을 기록했다. 디 마리아는 벨기에와의 8강전에서 허벅지 근육이 찣어지는 부상을 당해 경기장 밖으로 실려나갔다. 이후, 디 마리아는 부상으로 대회의 남은 경기에 출전하지 못하게 되었다. 그는 앞서 곤살로 이과인의 1-0 결승골을 도와 아르헨티나의 준결승행에 일조했다. 디 마리아의 결장으로 인해 아르헨티나는 4강에서 한 수 아래의 네덜란드를 상대로도 승부차기 끝에 겨우 이겼으며 결승에서 연장 혈투 끝에 마리오 괴체의 골로 인해 독일에 이어 대회 준우승을 차지했다.
7월 11일, 디 마리아는 대회 최우수 선수에게 주어지는 골든 볼의 후보 10인 중 한 명으로 선정되었다.
2014년 9월 3일, 세계 정상에 오른 독일과의 친선 원정 경기에서, 디 마리아는 아르헨티나의 4골에 모두 관여해 4-2 승리를 견인했으며, 3골을 돕고 1골을 넣었다.

#### 2015년 코파 아메리카
2015년 5월 28일, 디 마리아는 2015년 코파 아메리카에 참가할 아르헨티나의 선수 명단에 이름을 올렸다. 6월 6일, 리오넬 메시가 결장한 경기에서 주장을 맡아 볼리비아와의 연습경기에서 2골을 넣어 5-0 승리를 이끌었다. 한 주 후, 라 세레나에서 벌어진 파라과이와의 경기에서, 디 마리아는 페널티킥을 얻어내 메시가 골로 연결했고, 경기는 2-2 무승부로 끝났다. 6월 30일, 그는 2골을 넣고 세르히오 아궤로의 골을 도와 아르헨티나가 파라과이를 6-1로 꺾고 결승전에 오를 수 있게 도왔다. 그는 개최국 칠레와의 결승전에서 힘줄 부상으로 30분도 안되어서 교체로 나갔고, 경기는 득점 없이 무승부를 거둔 끝에 승부차기로 패했다.

#### 코파 아메리카 센테나리오
2016년 6월 6일, 아르헨티나는 코파 아메리카 센테나리오 첫 상대로 전 대회 우승국 칠레를 상대했고, 디 마리아는 선제골을 기록한 뒤 에베르 바네가의 골을 도와 2-1 승리를 견인했다. 디 마리아는 얼마 전에 세상을 떠난 그의 조모에게 골을 바쳤다. 6월 10일, 파나마와의 2차전 경기에서도 니콜라스 오타멘디의 골을 도왔지만, 부상으로 경기장을 나갔다. 아르헨티나는 경기를 5-0으로 이겼다. 그는 남은 대회 경기에 결장했는데, 아르헨티나는 코파 아메리카 결승전에 두 대회 연속으로 진출하고도 칠레와의 결승전에서 0-0으로 비긴 뒤 또 승부차기에서 졌다.

#### 2018년 FIFA 월드컵
카를로스 테베스가 국대에서 완전히 빠지면서 그 동안 달고 있었던 등번호인 7번을 에베르 바네가에게 물려주고 디 마리아는 테베스가 달았던 11번을 달고 계속 11번을 달게 되었다.
계속 활약이 없다가 16강 프랑스 전에서 굉장히 멋진 슈팅으로 동점골을 기록했다. 팀은 잠시 역전했으나 골키퍼 문제로 인해 도로 재역전 당했으며 팀은 3-4로 패해 아르헨티나 축구 국가대표팀으로서는 치욕스러운 성적인 16강에 머물러야 했다.

#### 2022년 FIFA 월드컵
조별리그 사우디아라비아 전에서는 선발 출장했으나 이상하게 경기가 꼬이면서 패배했다. 그 이후 조별리그에서만 잠시 활약하다가 16강 진출 이후 계속 벤치에 앉았다. 이것은 리오넬 스칼로니의 계략이었는데 디 마리아를 꼭꼭 숨겨놓아 계속 노출을 회피해 디 마리아가 한 물 간 것처럼 위장했다. 애초에 스칼로니 감독은 우승을 넘보고 있었기 때문에 작은 라운드에서 디 마리아를 쓰지 않고 큰 라운드에서 한 방을 노리기 위해 일부러 디 마리아를 계속 벤치에 앉혀 놓은 것이다. 그래서 결승 프랑스전이 되자 스칼로니는 과감히 디 마리아를 선발로 출장시켰다. 디 마리아는 이 경기에서 종횡무진 활약해 1 패널티킥을 따내 그 패널티킥을 친구인 리오넬 메시가 넣었으며 이후 디 마리아 본인이 알렉시스 마크 알리스테르에게 어시스트를 받아 직접 골을 넣었다. 전반전은 스칼로니가 짜 놓은 판에 프랑스가 말려들면서 일방적인 경기가 되었다.
하지만 후반전에 디 마리아는 교체 되었다. 이게 원인이 되어 그 동안 꼼짝 못하던 프랑스의 킬리안 음바페가 살아나면서 음바페에게 해트트릭을 당했다. 하지만 아르헨티나 골키퍼인 에밀리아노 마르티네스의 맹활약으로 팀은 승부차기까지 간 끝에 통산 3회째 우승을 달성했다.

#### 2024년 코파 아메리카
디 마리아는 이 대회를 우승으로 장식하며 명예롭게 국가대표를 은퇴했다.

## 플레이스타일

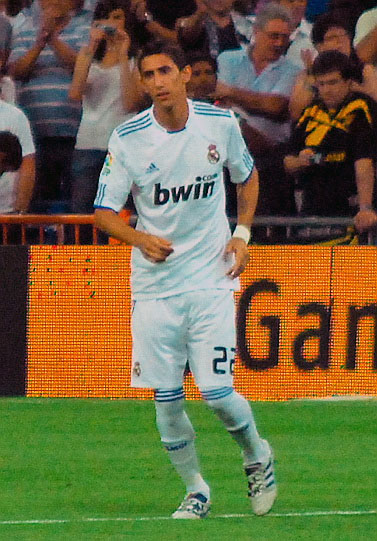
2010년, 레알 마드리드 경기의 디 마리아

디 마리아는 발이 빠르고, 기민하며, 재능있는 측면 미드필더로, 천부적인 왼발잡이이나 좀 더 가운데의 공격형 미드필더나 양쪽 측면을 담당할 수 있다. 근래에 들어, 그는 중앙 마드필더로도 큰 활약을 펼쳤는데, 특히 카를로 안첼로티가 레알 마드리드 감독으로 부임했을 당시 더욱 두드러졌다. 디 마리아는 민첩하고, 창조적이며, 기술이 뛰어난 선수로, 드리블 능력과 공 제어 능력, 좋은 발놀림, 체력, 그리고 가속을 지니고 있어, 1대1 상황에서 선수를 손쉽게 제칠 수 있다. 그는 넓은 시야도 지니고 있어, 프리킥 상황, 패스, 그리고 크로스에 용이하며, 스스로 득점하는 능력도 출중하나 플레이메이커나 도움 제공자로도 임무를 수행할 수 있다. 비록 키는 크지만 저체중으로 인해 체격적으로 좋은 선수는 아니나, 근면한 선수로, 주제 모리뉴 감독 체제에서 수비 능력도 키워 나갔다.
주특기로는 엄청나게 멋있는 터닝 슛을 날리는 것이 있는데 2018년 FIFA 월드컵 16강 전에서 프랑스를 상대로 넣은 골과 2021년 코파 아메리카 결승전에서 브라질을 상대로 넣은 골도 이 터닝슛이었다. 2008년 하계 올림픽 축구 종목에서도 이 슈팅으로 나이지리아를 이기고 우승했다.
결승전의 사나이라는 별명이 말해주듯, 큰 경기에서 유난히 강하다. 그가 골을 넣은 결승전에서는 아르헨티나의 우승으로 결과가 났다. 희한하게 경기 단위가 커질수록 활약이 커지는데 조별리그에서는 그저 그렇게 활약하지만 16강, 8강, 4강 등에서 활약이 점점 커지며 결승전에서 그 활약이 절정에 달하는 선수이다.

## 사생활
디 마리아는 체격 조건으로 "국수가닥" (Fideo)이라는 별명이 붙었다. 그는 이탈리아 혈통으로 이탈리아 여권을 지니고 있다.
그는 2011년에 같은 아르헨티나인인 호르헬리나 카르도소를 배우자로 맞이했다. 둘 사이에 딸 미아를 두고 있는데, 3달 미숙아이며 마드리드의 몬테프린시페 대학 병원의 중환자실에서 집중 치료를 통해 생존했다.
2015년 1월 31일, 체셔 주 프레스트버리에 있는 디 마리아의 집은 강도 미수 사건의 현장이 되었다.

## 기타
- 리오넬 메시가 우승한 국제대회에서는 항상 결승전에서 디 마리아가 골을 넣었다. 2008년 하계 올림픽 결승전 나이지리아전(1골, 1-0), 2021년 코파 아메리카 결승전 브라질전(1골, 1-0), 아르테미로 프란키 트로피 컵 결승전 이탈리아전(1골(2번째 골), 3-0), 2022년 FIFA 월드컵 결승전 프랑스전(1골(2번째 골), 3-3(승부차기 4-2)) 로 디 마리아가 골을 넣고 전부 우승했다. 만약 2014년 FIFA 월드컵 결승전 독일전에서 디 마리아가 출전했더라면 그 월드컵의 우승팀은 독일이 아닌 아르헨티나가 되었을 것이라는 평가가 지배적이다.
- 대한민국 축구 국가대표팀의 선수 이영표가 디 마리아를 매우 좋아한다. 실제로도 이영표는 디 마리아 때문에 아르헨티나 축구 국가대표팀의 팬이 되었다.

## 경력 통계

### 클럽
2016년 10월 28일 기준
| 클럽                | 시즌      | 리그                         | 리그 | 리그 | 컵   | 컵 | 리그 컵 | 리그 컵 | 대륙 | 대륙 | 기타1 | 기타1 | 합계 | 합계 |
| 클럽                | 시즌      | 단계                         | 출장 | 골   | 출장 | 골 | 출장    | 골      | 출장 | 골   | 출장  | 골    | 출장 | 골   |
| ------------------- | --------- | ---------------------------- | ---- | ---- | ---- | -- | ------- | ------- | ---- | ---- | ----- | ----- | ---- | ---- |
| 로사리오 센트랄     | 2005–06   | 아르헨티나 프리메라 디비시온 | 10   | 0    | 0    | 0  | —       | —       | 4    | 0    | 0     | 0     | 14   | 0    |
| 로사리오 센트랄     | 2006–07   | 아르헨티나 프리메라 디비시온 | 25   | 6    | 0    | 0  | —       | —       | 0    | 0    | 0     | 0     | 25   | 6    |
| 로사리오 센트랄     | 합계      | 합계                         | 35   | 6    | 0    | 0  | —       | —       | 4    | 0    | 0     | 0     | 39   | 6    |
| 벤피카              | 2007–08   | 프리메이라리가               | 26   | 0    | 5    | 0  | 3       | 0       | 10   | 1    | 0     | 0     | 44   | 1    |
| 벤피카              | 2008–09   | 프리메이라리가               | 24   | 2    | 1    | 0  | 5       | 1       | 5    | 1    | 0     | 0     | 35   | 4    |
| 벤피카              | 2009–10   | 프리메이라리가               | 26   | 5    | 1    | 0  | 4       | 1       | 14   | 4    | 0     | 0     | 45   | 10   |
| 벤피카              | 합계      | 합계                         | 76   | 7    | 7    | 0  | 12      | 2       | 29   | 6    | 0     | 0     | 124  | 15   |
| 레알 마드리드       | 2010–11   | 라 리가                      | 35   | 6    | 8    | 0  | —       | —       | 10   | 3    | 0     | 0     | 53   | 9    |
| 레알 마드리드       | 2011–12   | 라 리가                      | 23   | 5    | 2    | 0  | —       | —       | 7    | 2    | 0     | 0     | 32   | 7    |
| 레알 마드리드       | 2012–13   | 라 리가                      | 32   | 7    | 9    | 2  | —       | —       | 11   | 0    | 0     | 0     | 52   | 9    |
| 레알 마드리드       | 2013–14   | 라 리가                      | 34   | 4    | 7    | 4  | —       | —       | 11   | 3    | 0     | 0     | 52   | 11   |
| 레알 마드리드       | 2014–15   | 라 리가                      | 0    | 0    | 0    | 0  | —       | —       | 0    | 0    | 1     | 0     | 1    | 0    |
| 레알 마드리드       | 합계      | 합계                         | 124  | 22   | 26   | 6  | —       | —       | 39   | 8    | 1     | 0     | 190  | 36   |
| 맨체스터 유나이티드 | 2014–15   | 프리미어리그                 | 27   | 3    | 5    | 1  | 0       | 0       | —    | —    | 0     | 0     | 32   | 4    |
| 파리 생제르맹       | 2015–16   | 리그 1                       | 29   | 10   | 4    | 0  | 4       | 2       | 8    | 3    | 0     | 0     | 45   | 15   |
| 파리 생제르맹       | 2016–17   | 리그 1                       | 11   | 0    | 0    | 0  | 0       | 0       | 4    | 1    | 1     | 0     | 16   | 1    |
| 파리 생제르맹       | 합계      | 합계                         | 40   | 10   | 4    | 0  | 4       | 2       | 12   | 4    | 1     | 0     | 61   | 16   |
| 경력 합계           | 경력 합계 | 경력 합계                    | 302  | 48   | 42   | 7  | 16      | 4       | 84   | 18   | 2     | 0     | 446  | 77   |

1 수페르코파 데 에스파냐 및 트로페 데 샹피옹 경기 포함

### 국가대표팀
2016년 11월 15일 기준
| 국가대표팀 | 시즌 | 출장 | 골 |
| ---------- | ---- | ---- | -- |
| 아르헨티나 | 2008 | 1    | 0  |
| 아르헨티나 | 2009 | 5    | 0  |
| 아르헨티나 | 2010 | 11   | 2  |
| 아르헨티나 | 2011 | 10   | 3  |
| 아르헨티나 | 2012 | 8    | 3  |
| 아르헨티나 | 2013 | 9    | 1  |
| 아르헨티나 | 2014 | 13   | 2  |
| 아르헨티나 | 2015 | 13   | 4  |
| 아르헨티나 | 2016 | 12   | 3  |
| 합계       | 합계 | 82   | 18 |

### 국가대표팀 득점 기록
| #   | 날짜             | 경기장                                       | 상대       | 점수 | 최종결과 | 대회                      |
| --- | ---------------- | -------------------------------------------- | ---------- | ---- | -------- | ------------------------- |
| 1.  | 2010년 3월 24일  | 엘 모누멘탈, 부에노스 아이레스, 아르헨티나   | 캐나다     | 3–0  | 5–0      | 친선경기                  |
| 2.  | 2010년 8월 11일  | 아비바 경기장, 더블린, 아일랜드              | 아일랜드   | 1–0  | 1–0      | 친선경기                  |
| 3.  | 2011년 2월 9일   | 스타드 드 주네브, 카루주, 스위스             | 포르투갈   | 1–0  | 2–1      | 친선경기                  |
| 4.  | 2011년 7월 11일  | 마리오 알베르토 켐페스, 코르도바, 아르헨티나 | 코스타리카 | 3–0  | 3–0      | 2011년 코파 아메리카      |
| 5.  | 2011년 8월 6일   | 방가반두 국립경기장, 다카, 방글라데시        | 나이지리아 | 2–0  | 3–1      | 친선경기                  |
| 6.  | 2012년 6월 2일   | 엘 모누멘탈, 부에노스 아이레스, 아르헨티나   | 에콰도르   | 4–0  | 4–0      | 2014년 FIFA 월드컵 예선전 |
| 7.  | 2012년 8월 15일  | 발트슈타디온, 프랑크푸르트 암 마인, 독일     | 독일       | 3–0  | 3–1      | 친선경기                  |
| 8.  | 2012년 9월 7일   | 마리오 알베르토 켐페스, 코르도바, 아르헨티나 | 파라과이   | 1–0  | 3–1      | 2014년 FIFA 월드컵 예선전 |
| 9.  | 2013년 9월 10일  | 데펜소레스 델 차코, 아순시온, 파라과이       | 파라과이   | 1–0  | 3–1      | 2014년 FIFA 월드컵 예선전 |
| 10. | 2014년 7월 1일   | 아레나 코린치앙스, 상파울루, 브라질          | 스위스     | 1–0  | 1–0      | 2014년 FIFA 월드컵        |
| 11. | 2014년 8월 3일   | 에스프리 아레나, 뒤셀도르프, 독일            | 독일       | 4–0  | 4–2      | 친선경기                  |
| 12. | 2015년 6월 6일   | 산후안 200주년 경기장, 산후안, 아르헨티나    | 볼리비아   | 1–0  | 5–0      | 친선경기                  |
| 13. | 2015년 6월 6일   | 산후안 200주년 경기장, 산후안, 아르헨티나    | 볼리비아   | 5–0  | 5–0      | 친선경기                  |
| 14. | 2015년 6월 30일  | 콘셉시온 시립 경기장, 콘셉시온, 칠레         | 파라과이   | 3–1  | 6–1      | 2015년 코파 아메리카      |
| 15. | 2015년 6월 30일  | 콘셉시온 시립 경기장, 콘셉시온, 칠레         | 파라과이   | 4–1  | 6–1      | 2015년 코파 아메리카      |
| 16. | 2016년 3월 24일  | 칠레 국립 경기장, 산티아고, 칠레             | 칠레       | 1–1  | 2–1      | 2018년 FIFA 월드컵 예선전 |
| 17. | 2016년 6월 7일   | 리바이스 스타디움, 산타클라라, 미국          | 칠레       | 1–0  | 2–1      | 코파 아메리카 센테나리오  |
| 18. | 2016년 11월 15일 | 산후안 200주년 경기장, 산후안, 아르헨티나    | 콜롬비아   | 3–0  | 3–0      | 2018년 FIFA 월드컵 예선전 |

## 수상 내역

### 클럽

#### 벤피카
- 프리메이라리가: 2009–10
- 타사 다 리가: 2008–09, 2009–10
- 수페르타사 칸디두 데 올리베이라: 2023

#### 레알 마드리드
- 라 리가: 2011–12
- 코파 델 레이: 2010–11, 2013–14
- 수페르코파 데 에스파냐: 2012
- UEFA 챔피언스리그: 2013–14
- UEFA 슈퍼컵: 2014

#### 파리 생제르맹
- 리그 1 : 2015–16, 2017–18, 2018–19, 2019–20, 2021–22
- 쿠프 드 프랑스 : 2015–16, 2016–17, 2017–18, 2019–20, 2020–21
- 쿠프 드 라 리그 : 2015–16, 2016–17, 2017–18, 2019–20
- 트로페 데 샹피옹 : 2016, 2018, 2019, 2020

#### 아르헨티나
- FIFA U-20 월드컵 : 2005
- 하계 올림픽 금메달 : 2008
- 코파 아메리카 : 2021
- FIFA 월드컵 : 2022
- 피날리시마[105] : 2022

### 개인
- 프리메이라리가 이 달의 선수 : 2010년 4월
- 프리메이라리가 도움왕 : 2009-10
- 라리가 도움왕 : 2013–14
- 리그 1 올해의 팀 : 2015–16, 2018–19[106]
- 리그 1 도움왕 : 2015–16
- 리그 1 이 달의 선수 : 2015년 12월
- UEFA 챔피언스리그 시즌의 스쿼드 : 2013–14
- UEFA 챔피언스리그 결승전 MoM : 2014[34][107]
- UEFA 올해의 팀 : 2014[108]
- FIFA 월드컵 드림팀 : 2014
- FIFPro 월드 베스트 : 2014
- ESM 올해의 팀 : 2015–16, 2019–20
- 아르헨티나 올해의 선수 : 2014
- 코파 아메리카 결승 MoM : 2021

## 같이 보기
- A매치 100경기 이상 출전한 축구 선수 명단